# Королевская альциона
Королевская альцио́на (лат. Actenoides princeps) — вид птиц семейства зимородковых. Выделяют три подвида. Эндемик Сулавеси. Видовое название дано в честь французского орнитолога, князя Канино и Музиньяно Шарля Люсьена Бонапарта (1803—1857).

## Описание
Королевская альциона достигает длины 24—25 см, одна измеренная самка весила 105 г. У взрослых самцов номинативного подвида голова тёмно-фиолетово-синяя, наиболее тёмная в области от уздечки до лба, с охристым пятном над уздечкой. Воротник от желтовато-охристого до рыжеватого цвета. Мантия, спина, кроющие перья крыльев и надхвостье тёмно-коричневого цвета с охристым гребенчатым рисунком, образованными узкими светлыми кончиками и узкими чёрными субтерминальными полосами на перьях. Хвост, первостепенные и второстепенные маховые перья тёмно-коричневые. Подбородок и горло белые. Нижняя часть тела бледная, с чёткими полосками. Испод крыльев рыжевато-коричневый, с тёмными полосками. Клюв желтовато-коричневый. Радужная оболочка тёмно-коричневая. Ноги желтовато-коричневые. Взрослые самки похожи на самцов, но отличаются длинной бровью (идёт от основания клюва до задних кроющих перьев ушей) и «усами» охристого цвета, а также более густыми тёмными полосами на белой нижней части тела, особенно на боках. Молодые особи похожи на самок, но у них более густая рыжеватая исчерченность на спине и кроющих перьях крыльев, более узкие полоски снизу, охристый лоб, клюв тёмно-коричневый со светлым кончиком.

## Вокализация
Королевская альциона обычно поёт на рассвете. Песня представляет собой одиночный заунывный свист, который постепенно усиливается, а затем затихает, описывается как «ssweeee» и длится около 1,5 секунд. Может звучать многократно, а также исполняться дуэтом. Иногда слышится серия тихих заунывных свистков, сначала раскатистых, затем повышающихся по тону, прежде чем окончательно затихнуть. Тревожная позывка описывается как взолнованное «er-hoo, er-hoo, er-hoo...».

## Подвиды и распространение
Выделяют три подвида:
- Actenoides princeps princeps (Reichenbach, 1851) — северо-восток Сулавеси
- Actenoides princeps erythrorhamphus (Stresemann, 1931) — северо-запад, центр и юго-запад Сулавеси. Отличается от номинанта красным клювом, более рыжеватым и тёмным воротником, более бледной, лазурно-голубой макушкой и лицом, а также более рыжеватыми боками
- Actenoides princeps regalis Stresemann, 1932 — юго-восток Сулавеси

## Места обитания и биология
Королевская альциона обитает в первичных и вторичных горных лесах. Встречается на высоте 900—2000 м, иногда на высоте 250 м над уровнем моря; главным образом в нижних ярусах, но также под пологом леса и на средних ярусах леса. Ведёт оседлый образ жизни. Биология изучена недостаточно. В состав рациона входят насекомые (жуки и певчие цикады) и мелкие ящерицы. Сезон размножения предположительно приходится на июль—август. Гнездо располагается в туннеле, вырытом в земляном валу. Лишь одна кладка из четырёх яиц была обнаружена в 19 веке.